# デリック・ホワイト (技術者)
デリック・ホワイト（Derrick White、1929年3月20日 - 1970年9月22日）は、イギリスの自動車技術者である。

## 来歴
1952年に車両設計のエンジニアとして働くためにイギリスに渡り、コンノートに加入した。その後、ジャガーに移り、ジャガー・Eタイプの車体開発にも携わった。

### クーパー

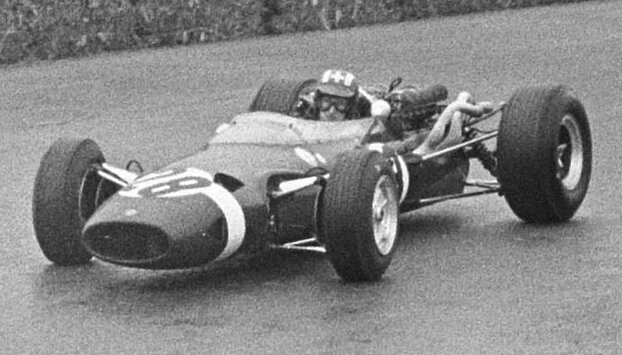
クーパー・T81（1966年）

1963年、クーパーでそれまで主任設計者だったオーウェン・マドックが去ったことに伴い、ホワイトはその後任となり、F1用にクーパー・T81を設計した。この車両は、1966年シーズンに投入され、同年の最終戦メキシコGPでジョン・サーティースが優勝し、1967年シーズンの開幕戦南アフリカGPではペドロ・ロドリゲスが優勝するなど、一定の成功を収めた。この時のロドリゲスがT81で挙げた優勝は、結果として、クーパーにとってF1における最後の勝利となった。
続いて、T86も設計し、1967年シーズン途中から投入された。T86は翌1968年シーズンも使用されたが、この年限りでクーパーはF1から撤退したため、これも結果として、クーパーにとって最後のF1車両となった。

### サーティース / ホンダ
ホワイトはクーパーにおける縁でジョン・サーティースと親しくなっていたことから、サーティースが1967年末にクーパーを去った際に同道し、彼のチーム・サーティースに加入した。
サーティースは1967年時点で翌年からホンダで走る契約を結んでおり、同時に、彼個人のレーシングチームであるチーム・サーティースがホンダの活動に手助けすることも約束していた。
そうして、1968年シーズンに挑んだサーティースだったが、当時のホンダが使用していたRA273は日本の本田技術研究所製で、一定の速さはあるものの、重量が非常に重い（車両規則の最低重量を200 kg以上も超過している）上に整備性も悪いという欠点を持っており、ほどなくそのことに不満を募らせることになった。ホンダ側の責任者である中村良夫も同意見であり、そこで、サーティースと中村はより軽量な新たな車体をイギリスで開発することを決断し、まず、かねてよりサーティースと関係が深かったローラのエリック・ブロードレイに設計と製造を委託して、RA300を完成させた。
RA300は1968年シーズン後半で投入されたが、並行して翌シーズンに向けて新型車を開発することになり、ホワイトに設計が任された。ローラのブロードレイではなくサーティースのホワイトが設計を任されたのは、突貫工事で開発する必要からローラに開発を委託するほかなかったRA300と異なり、RA301では、ある程度の開発の自主性をホンダとチーム・サーティース側に確保する目論見があったためである。
しかし、RA301はシーズン前に充分なテストを行えなかったことや、エンジン部品の補充が滞ったことなどに祟られ、1968年シーズンに満足な結果を得ることはなかった。

### 死去
ホンダは1968年限りでF1から撤退したため、ホワイトはサーティースを離れ、その後はブリティッシュ・レイランドで働き、同社傘下のトライアンフの仕事を手掛けるようになった。
しかし、ほどなく、髄膜炎により、1970年に41歳の若さで死去した。